# Cornelius Petrus Mayer

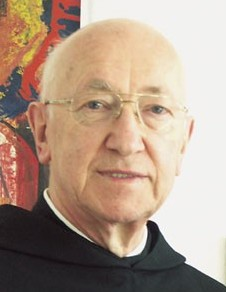
Cornelius Petrus Mayer (2005)

Cornelius Petrus Mayer OSA (* 9. März 1929 in Pilisborosjenő (deutsch Weindorf), Königreich Ungarn; † 8. März 2021 in Würzburg) war ein deutscher römisch-katholischer Theologe und Professor für Systematische Theologie. Er war Gründer und langjähriger wissenschaftlicher Leiter des Zentrums für Augustinus-Forschung an der Universität Würzburg.

## Leben
Cornelius Mayer wuchs im donauschwäbischen Pilisborosjenö/Weindorf nahe Budapest auf. Als Angehörige der deutschen Minderheit teilte seine Familie in der Folge des Zweiten Weltkriegs das Los der Vertreibung. Eine neue Heimat fand die Familie von Cornelius Mayer in Walldürn; am Gymnasium der Augustiner im unterfränkischen Münnerstadt setzte er seine Schullaufbahn fort, die er mit dem Abitur 1949 abschloss. 
Noch 1949 entschloss er sich zum Eintritt in die Ordensgemeinschaft der Augustiner und absolvierte ein Studium der Theologie und Philosophie an der Julius-Maximilians-Universität Würzburg. Dort prägte ihn der Augustinus-Forscher Friedrich Hofmann. Am 26. März 1955 empfing er die Priesterweihe. Pater Petrus, so sein gewählter Ordensname, war zunächst ein Jahrzehnt als Präfekt und Direktor des ordenseigenen Klosterseminars St. Augustin in Weiden in der Oberpfalz tätig, ehe er zum Promotionsstudium freigestellt wurde. Mayer spezialisierte sich auf das Werk seines Ordensvaters Augustinus von Hippo, forschte unter anderem an der Sorbonne und wurde 1968 in Würzburg mit summa cum laude zum Doktor der Theologie promoviert. 1973 erfolgte die Habilitation und Ernennung zum Privatdozenten für das Lehrfach Dogmatik und Dogmengeschichte. 
Nach Dozententätigkeit an den Universitäten Würzburg, Frankfurt a. M. und Saarbrücken wurde Mayer 1979 auf die Professur für Systematische Theologie an der Justus-Liebig-Universität Gießen berufen, die er bis zu seiner Emeritierung 1995 innehatte. In dieser Zeit etablierte er die beiden Forschungsprojekte Augustinus-Lexikon und Corpus Augustinianum Gissense, die in der Forschung als Standardwerke internationale Anerkennung genießen. Auch nach seiner Emeritierung führte er seine Projekte als wissenschaftlicher Leiter des 2001 von ihm gegründeten Zentrums für Augustinus-Forschung (ZAF) mit Sitz in Würzburg fort. 2014 übergab er dessen Leitung an Christof Müller. 
Mayer starb im März 2021, einen Tag vor seinem 92. Geburtstag, in Würzburg.

## Forschungsleistungen

### Augustinus-Lexikon
Mitte der 1970er Jahre ging Cornelius Petrus Mayer ein zentrales Desiderat der Augustinus-Forschung an: In Kooperation mit anderen Fachgelehrten erarbeitete er die Konzeption des Augustinus-Lexikons, als dessen Hauptherausgeber er von da an fungierte. Die Artikel dieses Begriffs- und Reallexikons werden von Augustinus-Forschern in aller Welt verfasst und erscheinen in deutscher, englischer oder französischer Sprache. Das Lexikon verwendet ca. 1200 lateinische, der Sprache des nordafrikanischen Kirchenvaters entnommene Lemmata und ist auf fünf Textbände sowie einen Registerband konzipiert. Die beiden ersten Faszikel des im Basler Verlagshaus Schwabe erscheinenden Standardwerkes wurden 1986 der Öffentlichkeit präsentiert; seither wurden von dem zunächst 1979 bis 1989 durch die Deutsche Forschungsgemeinschaft und seit 1990 als Langzeitprojekt durch die Mainzer Akademie der Wissenschaften und der Literatur geförderten Fachlexikon die Bände 1, 2, 3 und 4 abgeschlossen (1994, 2002, 2010, 2018).
Das Lexikon wurde seit 1990 im Akademienprogramm gefördert, das durch Bund und Länder finanziert wird. Enger Mitarbeiter bei der Herausgabe des Lexikons war Karl Heinz Chelius.

### Corpus Augustinianum Gissense
Das ebenfalls von Cornelius Petrus Mayer initiierte und herausgegebene Corpus Augustinianum Gissense (CAG) bildete ursprünglich ein Teilprojekt des Augustinus-Lexikons. Als solide Basis der Lexikon-Artikel wurde 1981–1983 eine vollständige EDV-Wortkonkordanz des über 5 Millionen Wörter umfassenden augustinischen Gesamtwerkes erstellt. 1996 kam mit dem Corpus Augustinianum Gissense auf CD-ROM die erste digitalisierte und lemmatisierte Gesamtausgabe der Werke Augustins auf den Markt. 2004 erschien eine verbesserte, aktualisierte und erweiterte Neuauflage (CAG 2). 2013 wurde die dritte Version des CAG als Internetressource freigeschaltet (CAG 3 = CAG-online).

### Datenbank der Augustinus-Sekundärliteratur
Im Jahr 1983 begann Cornelius Petrus Mayer ebenfalls durch EDV-Einsatz mit der bibliographischen Erfassung der auf ca. 50.000 Titel geschätzten Sekundärliteratur zu Augustins Person und Werk. Sämtliche Titel sind mit den Lemmata des Augustinus-Lexikons verschlagwortet. Als Datenbank der Augustinus-Sekundärliteratur (DBAS) ist diese elektronische Bibliographie sowohl auf der CD-ROM-Ausgabe des CAG gespeichert als auch über das Augustinus-Literatur-Portal online abrufbar.

### Zentrum für Augustinus-Forschung
Die Forschungsprojekte Mayers werden heute unter dem organisatorischen Dach des 2001 von ihm gegründeten Zentrums für Augustinus-Forschung (ZAF) koordiniert, als dessen wissenschaftlicher Leiter er bis 2014 fungierte. Dem Kompetenzzentrum wurde am 6. April 2006 gemäß Art. 129 Abs. 5 BayHSchG die Rechtsstellung eines An-Instituts der Universität Würzburg verliehen.

## Ehrungen, Auszeichnungen, Festschriften
- 1969 Preis des Kuratoriums der Unterfränkischen Gedenkjahrstiftung für Wissenschaft
- 1988 Verleihung des Doctor of Humane Letters der Villanova University of Pennsylvania
- 1989 Auszeichnung mit der Silbermedaille der Europa-Union für länderübergreifende Forschung
- 1989 Festakt anlässlich des 60. Geburtstages an der Justus-Liebig-Universität Gießen mit Festvortrag von Prof. Dr. Hans Maier (Ludwigs-Maximilians-Universität München): Menschenrechte und christliches Denken
- 1989 Widmung der Festschrift: Signum Pietatis. Festgabe für Cornelius Petrus Mayer zum 60. Geburtstag (hrsg. von A. Zumkeller). Würzburg 1989
- 1989 Widmung der Festschrift: Evangelium Jesu Christi heute verkündigen. Herrn Prof. Dr. theol. Dr. h. c. Cornelius Petrus Mayer OSA zum 60. Geburtstag am 9. März 1989 (hrsg. von B. Jendorff). Gießen 1989
- 1993 Verdienstorden der Bundesrepublik Deutschland (Verdienstkreuz am Bande)
- 1995 Ehrenmitglied des Deutschclub Pilisborosjenö/Weindorf
- 2000 Widmung der Studie von Christian Overstolz: Ein stilles Credo J. S. Bachs. Präludium und Fuge in A-Dur aus dem wohltemperierten Klavier I. Basel 2000
- 2005 Verleihung des Bayerischen Verdienstordens durch Ministerpräsident Stoiber
- 2009 Verleihung der Auszeichnung der Stadt Würzburg Tanzender Schäfer auf einem Horn musizierend[10] durch Oberbürgermeister Georg Rosenthal
- 2009 Widmung der Festschrift: Spiritus et Littera. Beiträge zur Augustinus-Forschung. Festschrift zum 80. Geburtstag von Cornelius Petrus Mayer OSA (hrsg. von G. Förster/A. Grote/C. Müller). Würzburg 2009
- 2009 Widmung des Sammelbandes: Augustinus als Richter (hrsg. von J. Hellebrand). Würzburg 2009
- 2009 Widmung des Zeitschriftenbandes: Officina 2009: Augustinus. Mitteilungen des Hauses Schwabe AG, Druckerei und Verlag (hrsg. von W. J. Tinner). Schwabe Verlag, Basel 2009, ISBN 9783796526176
- 2009 Auszeichnung mit der Ehrenbürgerwürde von Pilisborosjenö/Weindorf (Ungarn)[11]
- 2011 Empfang durch Papst Benedikt XVI. in Privataudienz[12]
- 2012 Verleihung der Ehrenmitgliedschaft der Universität Würzburg
- 2019 Akademische Feier anlässlich des 90. Geburtstages im Würzburger Augustinerkloster mit Festvortrag von Prof. Dr. Karla Pollmann (University of Bristol, U.K.): Die Bedeutung Augustins für die abendländische Geistesgeschichte
- 2019 Verleihung der Ehrenmedaille des Oberbürgermeisters der Stadt Würzburg

## Veröffentlichungen (Auswahl)
- Die Zeichen in der geistigen Entwicklung und in der Theologie des jungen Augustinus (= Cassiciacum 24, 1). Würzburg 1969
- Die Zeichen in der geistigen Entwicklung und in der Theologie Augustins. II. Teil: Die antimanichäische Epoche (= Cassiciacum 24, 2). Würzburg 1974
- (Hrsg.) Augustinus-Lexikon. Schwabe, Basel, Bände 1 (1986–1994), 2 (1996–2002), 3 (2004–2010)
- CAG 2. Corpus Augustinianum Gissense. Die elektronische Edition der Werke des Augustinus von Hippo. Basel 2004
- Internationales Symposion über den Stand der Augustinus-Forschung. 12.-16. April 1987 im Schloß Rauischholzhausen (Cassiciacum 39 = Res et signa 1). Würzburg 1989
- CAG 3 = CAG-online. Corpus Augustinianum Gissense a Cornelio Mayer editum. Internetressource. Basel 2013[13]
- Augustinus-Zitatenschatz. Kernthemen seines Denkens. Lateinisch–Deutsch mit Kurzkommentaren. Basel: Verlag Schwabe, 7., erweiterte, überprüfte und durchweg kommentierte Fassung, 2018. ISBN 978-3-7965-3902-2 (E-Book/PDF: ISBN 978-3-7965-3940-4)[14]